# Jacques Marcellot
Jacques Marcellot est un homme politique français né le 25 avril 1861 à Paris et décédé le 24 mai 1953 à Humbécourt en Haute-Marne.

## Biographie
Maître de forges, il est maire d'Eurville de 1888 à 1944 et député de la Haute-Marne de 1919 à 1924, inscrit au groupe de l'Entente républicaine démocratique.

## Sources
- « Jacques Marcellot », dans le Dictionnaire des parlementaires français (1889-1940), sous la direction de Jean Jolly, PUF, 1960 [détail de l’édition]